# Cary (Mississippi)
Cary è una città (town) degli Stati Uniti d'America, situata nella contea di Sharkey, nello Stato del Mississippi.